# Franck Villaz
Pas d'image ? Cliquez ici

a Compétitions nationales et continentales officielles uniquement.

Dernière mise à jour le 9 octobre 2019.
Franck Villaz, né le 14 avril 1986, est un joueur français de rugby à XV évoluant au poste de pilier. Il joue entre 2007 et 2013 au sein de l'AS Béziers.

## Biographie
Depuis le début de sa carrière en 2007, il évolue à l'AS Béziers qui évolue en Pro D2 et en Fédérale 1.